# Rikkert van Huisstede
Rikkert van Huisstede (Amsterdam, 1993) is een Nederlandse theatermaker, zanger en dichter. Hij studeerde muziektheater aan het Conservatorium Haarlem.
Na zijn opleiding speelde Van Huisstede in meerdere voorstellingen van Harlekijn Holland, waaronder De Zeven Brieven en De Radiodagen. Hij was leerling van Herman van Veen en werkte onder andere als klarinettist en zanger van 2014 tot 2018 mee aan diens theatertours door Nederland en Duitsland.
In 2015 bracht hij een gedichtenbundel uit, met als titel Aan de hand.
Van Huisstede speelde in de theaterseizoenen 2016-2018 zijn eerste solovoorstelling Zou jij het zijn. In deze voorstelling besteedde Rikkert aandacht aan buiten hokjes denken, gender/geaardheid en jezelf mogen en durven zijn. 
Zijn eerste EP Hetzelfde willen bracht Van Huisstede in 2017 uit op Spotify en CD.
Sinds 2018 staat Van Huisstede in het theater met de voorstelling Boys Won’t Be Boys  waarin hij samen met andere spelers het concept 'mannelijkheid' in een breder daglicht zet. De voorstelling is niet alleen te zien in theaters maar ook op podia van o.a. pride-evenementen en Lowlands. In 2018 won de voorstelling een eervolle vermelding op het Amsterdam Fringe Festival. In 2024 won de voorstelling de Winq Diversity Award in de categorie Culture. 
Van Huisstede deed in 2021 mee aan het 20ste seizoen van De Slimste Mens, waar hij een lans brak voor alle mannen die afwijken van de stereotiepe 'machoman', onder andere door het dragen van een korte jurk en hoge pumps.
- Nederlandse Thesaurus van Auteursnamen: 423020617
- Virtual International Authority File: 51156495423017562016
- WorldCat: E39PBJppF6QXDV3gQR66rmK68C